# Dobitschen
Dobitschen – miejscowość i gmina w Niemczech, w kraju związkowym Turyngia, w powiecie Altenburger Land. Do 31 grudnia 2018 wchodziła w skład wspólnoty administracyjnej Altenburger Land. Od 1 stycznia 2019 niektóre zadania administracyjne gminy realizowane są przez miasto Schmölln, które pełni rolę "gminy realizującej" (niem. "erfüllende Gemeinde").